# Palimnodes ducalis
Palimnodes ducalis là một loài bọ cánh cứng trong họ Cerambycidae.